# Michael Kohlhaas
Pour les articles homonymes, voir Michael Kohlhaas (homonymie).
Michael Kohlhaas (titre original : Michael Kohlhaas) est un roman court allemand de Heinrich von Kleist paru en 1810.

## Historique
Le roman commence à paraître sous forme de feuilleton dans l'édition de juin 1808 de Phöbus (de), le magazine littéraire de Kleist. Il est intégralement publié en 1810.
Le modèle historique du personnage est Hans Kohlhase (de).

## Résumé
L'histoire se déroule au milieu du XVIe siècle, pendant la Réforme, et narre l'histoire du marchand de chevaux Michael Kohlhaas, qui s'insurge contre une injustice qui lui a été faite et veut se rendre justice selon sa devise « Fiat justitia, et pereat mundus (en) » (« Que la justice s’accomplisse, le monde dût-il s’effondrer »). 

## Commentaire sur l'œuvre
Ernst Bloch surnommait Michael Kohlhaas le « Don Quichotte bourgeois à la morale rigoureuse ».

## Adaptations

### Cinéma
- 1937 : Michael Kohlhass, film allemand réalisé par Max Haufler
- 1969 : Michael Kohlhaas (Michael Kohlhaas – der Rebell), film allemand réalisé par Volker Schlöndorff, avec David Warner et Anna Karina
- 1981 : Ragtime, film américain réalisé par Miloš Forman, d'après le roman éponyme de E.L. Doctorow librement inspiré du roman de Kleist
- 2012 : Kohlhaas oder die Verhältnismäßigkeit der Mittel (de), film allemand réalisé par Aron Lehmann (de)
- 2013 : Michael Kohlhaas, film franco-allemand réalisé par Arnaud des Pallières, avec Mads Mikkelsen dans le rôle titre

### Télévision
- 1967 : Michael Kohlhaas, mini-série allemande en sept épisodes réalisée par Wolf Vollmar (de), avec Rolf Boysen (de) dans le rôle titre
- 1999 : Jack Bull (The Jack Bull), téléfilm américain réalisé par John Badham, adaptation libre du roman de Kleist, avec John Cusack et John Goodman